# Charmian London
Charmian Kittredge London (27 novembre 1871 – 14 janvier 1955) est une écrivaine américaine, et la seconde femme de Jack London.

## Jeunesse
Charmian Kittredge est la fille de la poète Dayelle "Daisy" Wiley et de l'hôtelier californien Willard Kittredge. Elle est née au sud de Los Angeles. Sa mère meurt en 1877, quand elle n'a que six ans. Son père l'envoie à Oakland, en Californie, où elle est élevée par sa tante Netta Eames (en), et son oncle Roscoe Eames, restés sans enfants. Célèbre éditrice et essayiste, Netta Wiley enseigne à Charmian la littérature, les beaux-arts et le piano, et Roscoe Eames, en tant que directeur commercial, lui apprend la sténographie, la dactylographie et la comptabilité. Quand la famille déménage à Berkeley, en Californie, Charmian est marquée par les meneurs du mouvement Arts and Crafts, qui influencent son esthétique. Les conférences données par les professeurs de l'Université de Californie lui font découvrir la littérature moderne et la philosophie. Adeptes de l'amour libre, son oncle et sa tante l'encouragent à avoir une attitude libérée et décomplexée à l'égard du sexe et du plaisir. À l'adolescence, Charmian est une New Woman typique, se détachant progressivement des rôles féminins traditionnels.
Charmian hérite de fonds des deux côtés de sa famille, ce qui lui permet de continuer ses études au Mills College, où elle accorde une attention particulière à la littérature, aux arts et à la philosophie. En parallèle, elle travaille comme secrétaire auprès de la cofondatrice et vice-présidente de l'école, Susan Tolman Mills (en). Dans les années 1890, elle travaille pour une société de transport à San Francisco, à une époque où la plupart des femmes de la classe moyenne restent à la maison. Elle apprend la photographie et publie certains clichés. Fervente cavalière, elle crée une jupe fendue qui lui permet de chevaucher à califourchon, au lieu d'employer les selles à l'amazone destinées aux femmes de son temps. Elle accompagne des vocalistes et violonistes dans des concerts locaux. Amie de Grace Hudson, elle pose pour certaines de ses œuvres. En 1901, elle voyage en Europe, ce qui renforce encore son appréciation des beaux-arts et de la musique.

## Mariage et carrière d'écrivain
Charmian rencontre Jack London en mars 1900, pendant un déjeuner tenu par sa tante Netta Wiley Eames, éditrice pour l'Overland Monthly, qui publie les nouvelles de l'écrivain. De cinq ans plus jeune que Charmian, London est impressionné par sa connaissance littéraire, et admire ses convictions socialistes. Un mois après sa rencontre avec Charmian, Jack London épouse Elizabeth « Bess » Maddern, avec qui il aura deux enfants. 
Pendant ce temps, Charmian commence sa propre carrière d'écrivain. Elle réalise la critique de l'ouvrage de London Le Fils du loup, mais sa tante Netta s'approprie ce travail. Elle publie des ouvrages non-romanesques, comme un plaidoyer pour que les femmes arrêtent de monter à l'amazone. Elle devient membre du Crowd, cercle de connaissances de Jack London constitué d'écrivains et d'artistes bohèmes. Pendant ce temps, Jack London s'éprend d'Anna Strunsky, une femme socialiste avec laquelle il écrit sa nouvelle épistolaire The Kempton-Wace Letters.
L'été 1903, London amène sa famille dans un hôtel à Glen Ellen, le Wake Robin, alors tenu par Netta Wiley Eames. Jack laisse sa famille sur place pour entreprendre un court voyage, mais est blessé lors d'une promenade en calèche. Bess Maddern demande alors à Charmian de s'occuper de lui. En résulte une histoire d'amour, longtemps tenue secrète, qui se conclut par le divorce de London avec Bess Maddern. Le nouveau couple se marie à Chicago le 19 novembre 1905. Après leur lune de miel, ils se rendent dans le nouveau Cuba indépendant, où Charmian photographie les paysages de l'île.

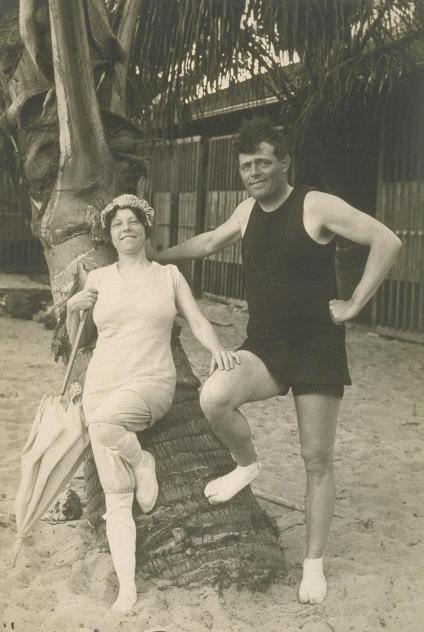
Jack et Charmian London sur une plage à Hawaii en 1915

Le couple s'installe à Wake Robin et projette d'acheter des terres à Sonoma Mountain pour construire un ranch. Après avoir lu l'ouvrage de Joshua Slocum Sailing Alone Around the World, ils décident d'imiter son parcours. Le voyage à bord du Snark, bateau conçu par Jack London, ne va que jusqu'en Australie, mais fournit un ample matériau littéraire pour les deux auteurs. Charmian publie des articles pour le Mid-Pacific Magazine, en plus de deux nouvelles, The Log of the Snark (1915) et Our Hawaii (1917).
The Log est bien reçu par les critiques, qui décrivent un ouvrage « intelligent, lucide, oral, éclairant d'un point de vue émotionnel et plein d'humour » (« clever, lucid, conversational, emotionally revealing, and humorous »). Our Hawaii fait part des changements connus par l'île entre 1907 et 1916, en déplorant les rapides transformations causées par les touristes.
Charmian joue également un rôle direct dans les écrits de son mari. Elle est le modèle de nombreux personnages fictionnels, comme Saxon dans La Vallée de la Lune, Lute dans Planchette, et Paula dans La Petite Dame dans la Grande Maison. Bien que les œuvres de London aient brossé le portrait de la New Woman bien avant sa rencontre avec Charmian, ces personnages et bien d'autres empruntent à sa femme des traits de personnalité.
Les dernières études montrent que Charmian joue également un rôle de collaboratrice littéraire dans les œuvres de London. Souvent décrite comme la dactylographe de son mari, elle est également sa relectrice. Respectueuse de ses intentions, elle supprime des phrases et propose des changements dans la structure. Plus encore, elle contribue à certains passages, notamment descriptifs, la description étant son point fort. Tant les manuscrits originaux de London que le journal intime de Charmian soulignent son rôle actif et sa contribution à de nombreuses œuvres de son époux.
Elle est partenaire actif dans le Beauty Ranch, leur possession à Sonoma Mountain, à Glen Ellen, Californie. Le lieu se veut une source autonome et durable de production de ressources alimentaires. La belle-sœur de Jack, Eliza London Shepard, y gère les activités sous la direction de Jack London. Le principal intérêt de Charmian est l'élevage. Elle participe aux choix des bêtes pour la reproduction, et est connue pour son coup d’œil intuitif, particulièrement quant aux chevaux. Le couple remporte des prix à la foire annuelle de Californie (California State Fair) pour la qualité de ses animaux.

## Veuvage et fin de vie
Jack meurt d'une urémie en 1916, et lègue la quasi-totalité de leurs possessions à Charmian, ne laissant qu'un montant symbolique à sa première femme et à ses deux enfants. Aucun enfant de Charmian et Jack ne leur a survécu. Une fille, Joy, est morte peu après sa naissance, et une autre grossesse s'est conclue par une fausse-couche.
Après la mort de Jack London, Charmian se joint à Eliza Shepard pour sauver le Beauty Ranch. Elle termine les ventes de droits d'auteur avec des réalisateurs de films , écrit des préfaces aux œuvres de Jack London publiées à titre posthume, comme Dutch Courage and Other Stories (1922), et achève la nouvelle inachevée de Jack London, Cherry, pour le magazine Cosmopolitan. Elle voyage régulièrement à l'étranger pour s'assurer de la qualité des traductions des œuvres de son époux et protéger ses droits d'auteurs. Son rôle significatif dans la promotion des œuvres de London leur a assuré une publication mondiale.
Dans le cadre de cette promotion du nom de London, Charmian publie un ouvrage en deux volumes, The Book of Jack London, en 1921. Les spécialistes reconnaissent l'importance de ce livre, malgré les quelques biais présents dans la constitution des sources d'information biographique. Un biographe en fait ainsi la critique : "C'est un compte-rendu inégal qui omet l'illégitimité de Jack, mais donne cependant des informations d'une franchise surprenante sur sa personnalité" ("an uneven account that omits Jack's illegitimacy, yet has surprisingly frank information nonetheless concerning his personality.").
Charmian continue à publier des œuvres non-romanesques, dont les thèmes principaux sont la protection animale et le droit des prisonniers. Our Hawaii: Islands and Islanders met à jour la version précédente de ce livre, en incluant les positions de Jack London sur la question, et l'éloge de Charmian pour la culture originelle de l'île.
Consciente de l'aspect non exhaustif et partial de son livre The Book of Jack London, Charmian se met à la recherche d'un biographe expérimenté pour réaliser un nouvel ouvrage sur la vie de son époux. En 1935, elle invite Irving Stone à leur ranch pour lui présenter une large collection de lettres et de documents nécessaires à ce travail. Elle le chasse après avoir découvert qu'il a fouillé dans certains de ses carnets intimes sans sa permission. L'ouvrage de Stone, Sailor on Horseback, fut approuvé par la critique pour ses rapprochements opérés entre la vie et l'œuvre de Jack London, insistant sur son goût des femmes et ses échecs en tant qu'écrivain et gérant de ranch. Stone déclare également que Jack London s'est suicidé, ce qui choque Charmian et Eliza Shepard. En réponse à la version de Stone, Charmian soutient sa belle-fille, Joan London, dans la publication de son livre. Son ouvrage Jack London and his times met l'accent sur les activités et écrits socialistes de son père. Pour continuer de lutter contre l'ouvrage de Stone, Charmian vend des droits d'auteur pour une adaptation à l'écran de sa biographie. Le film La vie aventureuse de Jack London paraît en 1943, avec Milo O'Shea dans le rôle de Jack, et Susan Hayward dans le rôle de Charmian.
Franche et ouverte par rapport à la sexualité, qu'elle pensait source d'énergie et de transcendance, Charmian fait quelques rencontres après son veuvage. Une des relations les plus citées est celle qu'elle entretient avec Harry Houdini,  qui n'est pas exclusive durant la brève période de leurs rencontres. Sa relation la plus longue et la plus intense est avec Frederick O'Brien (en), alors écrivain de nouvelles populaires sur les voyages en mer du Sud. Charmian reste discrète sur ses amants pour protéger sa réputation publique autant que celle de Jack London.
Souffrant d'hypertension, Charmian subit plusieurs attaques qui l'obligent à garder le lit à partir de 1947. Elle meurt en 1955, à l'âge de 83 ans. Ses cendres reposent près de celles de Jack London sous le rocher qui marque leur tombe près de Glen Ellen, Californie, au Jack London State Historic Park.

## Sources
- Clarice Stasz, « Charmian Kittredge London »
- Photographies de Charmian London, The Huntington Library Papers (online)
- Notices d'autorité :   - VIAF
  - ISNI
  - BnF (données)
  - IdRef
  - LCCN
  - GND
  - Japon
  - Espagne
  - Israël
  - NUKAT
  - Suède
  - Norvège
  - Tchéquie
  - Lettonie
  - WorldCat